# Mechel
Mechel (del ruso: ОАО «Мечел») es una de las principales empresas mineras y metalúrgicas rusas. La compañía produce carbón, mineral de hierro, acero niquelado, productos laminados de acero, hardware, potencia eléctrica y calefacción. Con sede en Moscú, la compañía opera instalaciones en Rusia, Lituania, Kazajistán, Bulgaria, Ucrania, Reino Unido y los Estados Unidos.
La compañía fue constituida el 19 de marzo de 2003. Sus acciones se negocian en la bolsa de Nueva York.

## Operaciones

### Minería
Rusia
- Compañía de Carbón de Sur del Kuzbass, Mezhdurechensk, óblast de Kemerovo
- Yakutugol, Neryungri, Yakutia
- Planta Minera de Korshunov, Zheleznogorsk-Ilimski, óblast de Irkutsk
- Depósito de Carbón Elga, Yakutia

Estados Unidos
- Mechel Bluestone, Virginia Occidental

### Productos de acero
Rusia
- Planta Metalúrgica de Cheliábinsk, Cheliábinsk, óblast de Cheliábinsk
- Izhstal, Izhevsk, República de Udmurtia
- Planta Metalúrgica de Beloretsk, Beloretsk, República de Bashkortostan
- Planta de Estampación de los Urales, Chebarkul, óblast de Cheliábinsk
- Planta de Coque y Gas de Moscú, Vidnoe, óblast de Moscú
- Planta de Productos Metálicos de Viartsilia, Viartsilia, República de Karelia
- Planta de Artes de Fundición de Kaslinsky, Kasli, óblast de Cheliábinsk

Lituania
- Mechel Nemunas, Kaunas

### Productos de aleaciones férreas
Rusia
- Planta de Níquel de Sur de los Urales, Orsk, óblast de Orenburgo
- Planta de ferroaleaciones de Bratsk, Bratsk, óblast de Irkutsk
- Planta de fundición de Tijvin, Tijvin, óblast de Leningrado

Kazajastán
- Planta minera de Vosjod, provincia de Aktobe

### Generación eléctrica
Rusia
- Central eléctrica del Kuzbass, óblast de Kémerovo
- Planta de sur del Kuzbass GRES, Kaltan, óblast de Kémerovo

Bulgaria
- Toplofikatsia Ruse, Ruse, Bulgaria

### Varios
Ventas
- Mechel Trading AG
- Mechel Service Global
- Mechel Service
- HBL Holding
- Mechel Trading House

Transporte
- Mecheltrans

Adicionalmente, Mechel opera tres instalaciones portuarias:
- Puerto Comercial de Posiet, krai de Primorski
- Puerto de Kambarka (asentamiento de Kama, República de Udmurtia)
- Puerto Mechel-Temriuk, krai de Krasnodar

## Controversia de 2008
Las acciones de Mechel se desplomaron casi un 38% el 24 de julio de 2008 después de que el primer ministro de Rusia Vladímir Putin criticara su consejero delegado (CEO), Ígor Ziuzin, y acusara la compañía de vender recursos a Rusia a precios mucho más altos que los mismos a países extranjeros. Los comentarios, que afloraron temores de otro ataque similar al realizado contra Yukos en 2004, contrastaron con los esfuerzos previos del presidente Dmitri Medvédev de mejorar la reputación de Rusia como país amigable para invertir.
Al día siguiente, 25 de julio, la compañía emitió un contrito comunicado prometiendo plena cooperación con las autoridades federales, mientras que las acciones rebotaron cerca de un 15 por cien. El ayudante presidencial Arkadi Dvórkovich también buscó restaurar la calma el 25 de julio, declarando que todas las partes "actuarían civilizadamente", y confirmando que Mechel estaba cooperando con las autoridades antitrust. Unas hora después, sin embargo, Putin anunció que Mechel había estada evadiendo impuestos, mediante filiales extranjeras para vender sus productos internacionalmente. Este nuevo ataque causó que los precios de las acciones se desplomaran otra vez; esta vez casi un 33 por cien.
Una explosión en una mina de carbón de Mechel el 29 de julio resultó en otra bajada del valor de las acciones del 12 por cien. Respondiendo a la preocupación de los inversores del riesgo de intervención política, y con el temor que la compañía pudiera afrontar el mismo destino que Yukos, el vice primer ministro Ígor Shuvalov remarcó que ese era "el más improbable escenario". Continuó sugiriendo que "el más probable escenario es que la compañía continuaría cooperando con las autoridades estatales" y que evitarían más presiones sobre la compañía. Declaraciones similares también fueron esgrimidas por el presidente ruso Medvedev.
Las reacciones pretendieron en cierto modo reducir los temores de un posible intento de toma de control de la compañía, y ayudaron a estabilizar el precio de las acciones, aunque a unos precios sustancialmente más bajos que en meses anteriores.